# Liste des maires de Wasselonne
Cette page présente la liste des maires de la ville de Wasselonne depuis 1790.

## Liste des maires successifs depuis 1790[1]
| Période                                  | Période                   | Identité                           | Étiquette      | Qualité |
| ---------------------------------------- | ------------------------- | ---------------------------------- | -------------- | --- |
| mars 2014                                | En cours (au 31 mai 2020) | Michèle Eschlimann                 | UMP-LR         | Chargée de mission Conseillère départementale de Saverne (2015 → ) Vice-présidente du conseil départemental (2015 → 2021) Vice-présidente de la collectivité européenne d'Alsace (2021 → ) Vice-présidente de la CC de la Mossig et du Vignoble (2017 → ) Réélue pour le mandat 2020-2026 |
| mars 1977                                | mars 2014                 | Joseph Ostermann,                  | RPR puis UMP   | Agent général d'assurances Sénateur du Bas-Rhin (1991 → 2004) Conseiller général de Wasselonne (1973 → 2011) |
| mars 1965                                | mars 1977                 | Robert Beck                        | UDR            | Médecin |
| mars 1959                                | mars 1965                 | Charles Haberer                    | MRP            | Vétérinaire Conseiller général de Wasselonne (1945 → 1973) |
| mars 1945                                | mars 1959                 | Charles Beutelstetter              | RI             | Aubergiste Fait fonction de maire du 3 mars au 2 octobre 1945 |
| janvier 1945                             | mars 1945                 | Paul Weber                         |                | Maire par intérim |
| août 1941                                | janvier 1945              | Nietzsche ,                        |                | |
| août 1940                                | août 1941                 | Auguste Émile Bapst                | NSDAP          | Instituteur |
| mai 1935                                 | avril 1940                | Auguste Heimburger                 | Socialiste     | Agent de maîtrise |
| 1925                                     | 1935                      | Édouard Extermann                  | Rad.ind.       | Médecin Conseiller général de Wasselonne (1925 → 1937) |
| 1919                                     | 1925                      | Alfred Oberkirch                   | FR puis URD    | Médecin Député du Bas-Rhin (1919 → 1940) Conseiller général de Wasselonne (1919 → 1925) |
| 1916                                     | 1919                      | Victor Band fils                   |                | |
| 1916                                     | 1916                      | Léon Diedrich                      | (intérimaire)  | |
| 1911                                     | 1916                      | Jules-Auguste Kopp                 |                | |
| 1902                                     | 1911                      | Victor Band                        |                | |
| 1896                                     | 1902                      | Jules Robinet                      |                | |
| 1895                                     | 1896                      | Émile Voegele                      | (intérimaire)  | |
| 1886                                     | 1895                      | Jean Band                          |                | |
| 1877                                     | 1886                      | Jean-Jacques Amos                  |                | |
| 1871                                     | 1876                      | Gustave-Adolphe Kopp               |                | |
| 1870                                     | 1871                      | Joseph Renkel                      | (intérimaire)  | |
| décembre 1851                            | 1870                      | Jacques North                      |                | Notaire Conseiller général de Wasselonne (1847 → 1870) |
| juillet 1848                             | décembre 1851             | Charles Amos                       |                | Industriel |
| 1843                                     | mai 1848                  | Charles Geissler                   |                | Pharmacien |
| septembre 1830                           | 1843                      | Jean-Jacques Steinbrenner          |                | Médecin |
| 1830                                     | 1830                      | Michel Steinbrenner                | (intérimaire)  | |
| 1825                                     | 1830                      | Léon Schumacher                    |                | |
| 1823                                     | 1825                      | Charles Prudhomme                  |                | |
| 1823                                     | 1823                      | Michel Steinbrenner                | (intérimaire)  | |
| 1820                                     | 1823                      | Théodore Appreredis                |                | |
| 1815                                     | 1820                      | François Rich                      |                | |
| 1815                                     | 1815                      | Jacques Acker                      |                | |
| 1814                                     | 1815                      | Antoine Piblingre et François Rich | (intérimaires) | |
| 1813                                     | 1814                      | Charles Geissler                   |                | |
| 1808                                     | 1813                      | Joseph Kling                       |                | |
| 1800                                     | 1808                      | Christophe Klein                   |                | |
| Frimaire an III                          | 1800                      | Joseph-Antoine Helbourg            |                | Marchand |
| décembre 1792                            | Frimaire an III           | Jean-Théodore Apprederis           |                | Agent forestier |
| novembre 1791                            | décembre 1792             | Xavier Hefter                      |                | Magistrat |
| février 1790                             | novembre 1791             | Jean-Georges Rothenbach            |                | Ancien syndic |
| Les données manquantes sont à compléter. |                           |                                    |                | |

## Pour approfondir